# 南江水库
南江水库位于中国浙江省（金华市）东阳市湖溪镇，是以防洪、灌溉为主，兼有发电、供水、养殖等功能的大（二）型水库。